# Кудеснеры
Кудесне́ры (чув. Кӗтеснер) — деревня, административный центр Кудеснерского сельского поселения Урмарского района Чувашской Республики.

## Общие сведения о деревне
В деревне есть дом культуры, фельдшерско-акушерский пункт, школа, детский сад, библиотека, спортзал, спортплощадка, стадион, отделение связи, 2 магазина
. В настоящее время селение в основном газифицировано
.
Улицы: 1-я Молодёжная, 2-я Молодёжная, В. Алендея, Виськил, Восточная, Гагарина, Колхозная, Комсомольская, Крупская, Ленина, Лесная, Мира, Мичурина, Николаева, Новая, Овражная, Октябрьская, Первомайская, Садовая, Спортивная, Чапаева, Школьная, Ялаки. 

Переулки: Зелёный, Лесной, Лесной 2-й, Механизаторов, Николаева, Речной, Школьный.

### География
Расстояние до Чебоксар 84 км, до райцентра 9 км, до ж.-д. станции 9 км.

### Климат
Климат умеренно континентальный с продолжительной холодной зимой и тёплым летом. Средняя температура января −12,9 °C, июля 18,3 °C, абсолютный максимум 37 °C. За год в среднем выпадает до 552 мм осадков.

## История
Деревня впервые была упомянута в 1799 году, основана, предположительно, крестьянином Кутеляром. Первые 3 дома находились в центре нынешней деревни, место называется «Вискиль», что в переводе с чувашского означает «три дома».

Жители — чуваши, до 1866 года государственные крестьяне; занимались земледелием, животноводством. 

В 1883 году открыта частная школа грамоты (при содействии священника Даниила Филимонова), в 1908 — церковноприходская. 

В начале XX века функционировали мельница, крупообдирка, кузнечное заведение, в 1920-е гг. — начальная школа.

## Название
Название «Кĕтеснер» в переводе с чувашского означает «угловой овраг».

… весьма употребительный в марийской топонимии географический номенклатурный термин -энгер «овраг; ре(ч)ка» не имеет реконструированного по всем правилам сравнительно-исторического языкознания финно-угорского архетипа и допускает мысль о его заимствованном (из болгаро-тюркского) характере, в чувашском языке этот термин по всей вероятности был в древности, но в эпоху этно-языковой консолидации (после монгольского завоевания) полностью вышел из употребления, будучи потесненным термином ҫырма «овраг; речка», о былом функционировании -эн(к)ер / -ан(к)ар в старочувашском языке однозначно свидетельствуют топонимы, имеющие собственно чувашские апеллятивы в первой определяющей части, ср.: комоним Кудеснеры, по-чувашски Кӗтеснер (-т- произносится звонко, как -Д-) — название чувашской деревни и местности (схождение под углом двух оврагов) быв. Кудеснерск. с-та Урмарск. р-на Чувашии, совершенно прозрачное сложение кӗтес / кӗДес «угол; угловой» плюс *(э)н(к)ер «овраг».— «Топонимия республик Поволжья…»

### Прежние названия
Кетеснеры, Малая Урмары — Кудеснеры.

## Население
| 2010 | 2012  | 2015  |
| ---- | ----- | ----- |
| 1163 | ↗1260 | ↘1061 |

## Связь и средства массовой информации
- Связь: ОАО «Волгателеком», Би Лайн, МТС, Мегафон. Развит интернет ADSL технологии.
- Газеты и журналы:

- Телевидение: Население использует эфирное и спутниковое телевидение. Эфирное телевидение позволяет принимать национальный канал на чувашском и русском языках.

## Памятники и памятные места

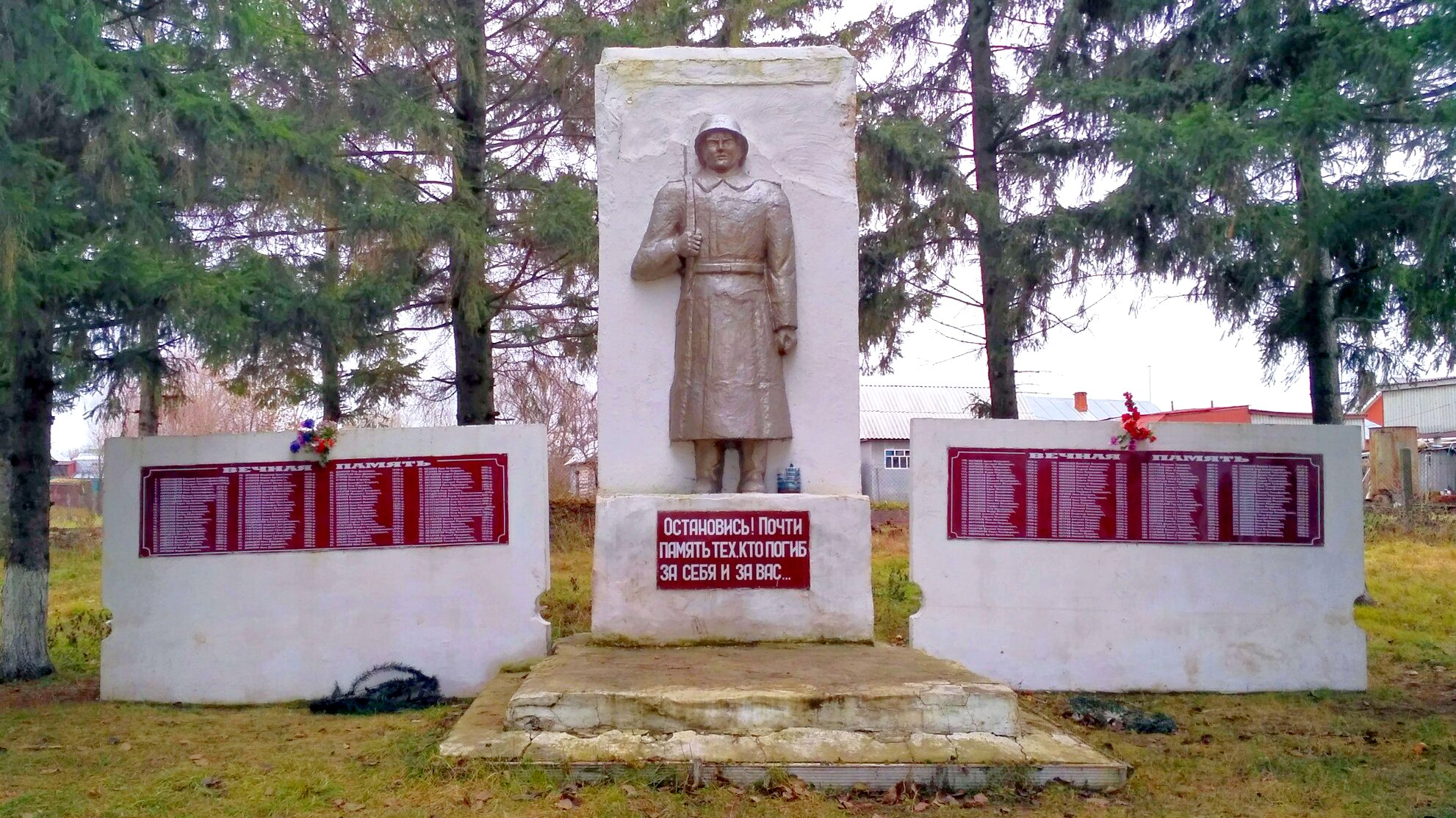
Памятник воинам, павшим в боях Великой Отечественной войны 1941—1945 гг.

- Памятник воинам, павшим в боях Великой Отечественной войны 1941—1945 гг. (ул. Виськил)[11].
- Курган (бронзовый век; памятник археологии регионального значения, объект культурного наследия № 2100185000)[12]

## Уроженцы Кудеснер
- Алентей, Григорий Тимофеевич[чуваш.] — чувашский поэт, прозаик.
- Павлов Василий Иванович — народный артист Чувашской Республики (2000), заслуженный артист Российской Федерации (2008)[13].
- Алендеев Василий Степанович — чувашский писатель, прозаик, публицист и критик, народный писатель Чувашии.
- Пчелов, Геннадий Алексеевич — российский аграрий и политик.

## Прочее
- К югу от деревни, у границы с Янтиковским районом находится высшая точка Урмарского района Чувашии (216 м над уровнем моря)[14].
- В 1996—98 гг. выявлена минеральная вода, отнесённая к минеральным питьевым лечебно-столовым водам, названная «Кудеснеры» (типа «Ижевская» (Татарстан, курорт «Ижевские минеральные воды»)[15])[16].